# HeartScore
Шкала HeartScore — це інструмент для оцінки ризику і керування серцево-судинними захворюваннями, розроблений Європейським товариством кардіологів, спрямований на підтримку клініцистів в оптимізації індивідуального зниження ризику серцево-судинних захворювань.

## Науковий контекст
HeartScore — це інтерактивна версія шкали SCORE — Systematic Coronary Risk Evaluation  — системи оцінки ризику серцево-судинних захворювань, ініційованої Європейським товариством кардіологів. При створенні шкали було використано дані 12 європейських когортних досліджень (N=205 178), що охоплюють широке географічне поширення країн із різними рівнями серцево-судинних ризиків. Дані SCORE містять приблизно 3 мільйони людино-років спостереження та 7934 летальних серцево-судинних подій.
Шкала ризику SCORE базується на таких факторах ризику: стать, вік, куріння, систолічний артеріальний тиск, загальний рівень холестерину та оцінює летальні випадки серцево-судинних захворювань за десятирічний період.
HeartScore є одним із інструментів, розроблених для впровадження Європейських рекомендацій щодо профілактики ССЗ у клінічній практиці 2007 року . 

## Особливості
- Історія хвороби та керування прогресом
- Керуванням списком пацієнтів
- Графічне відображення абсолютного ризику серцево-судинних захворювань
- Графічне відображення внеску факторів ризику в загальний ризик
- Сфера втручання: Європейські рекомендації щодо профілактики серцево-судинних захворювань у клінічній практиці
- Поради пацієнту, які можна роздрукувати

## Доступні версії
На додаток до двох європейських версій для країн з високим/низьким ризиком шкала HeartScore нараховує 13 національних версій. HeartScore Sweden була першою національною версією, яка була запущена в 2005 році.

## Доступні формати
Розроблено три формати для задоволення потреб різних користувачів:
- веб-версія, яка пропонує графічне відображення абсолютного ризику серцево-судинних захворювань, включаючи відносний ризик для молодших пацієнтів, історію даних пацієнта та моніторинг прогресу
- версія для ПК доступна з 2008 року
- швидкий калькулятор

## Дивіться також
- Фремінгемська шкала ризику
- QRISK
- Ішемічна хвороба серця